# Cléré-sur-Layon
Cléré-sur-Layon é uma comuna francesa na região administrativa da Pays de la Loire, no departamento de Maine-et-Loire. Estende-se por uma área de 21,74 km². Em 2010 a comuna tinha 346 habitantes (densidade: 15,9 hab./km²).